# Settore 1
Il Settore 1 (in romeno Sectorul 1) è uno dei sei settori in cui è suddivisa la città di Bucarest, in Romania. Copre la parte centrale e settentrionale della città.

## Quartieri
Il distretto comprende i quartieri di:
- Aviatorilor
- Aviaţiei
- Băneasa
- Bucureştii Noi
- Dămăroaia
- Domenii
- Dorobanţi
- Gara de Nord
- Griviţa
- Floreasca
- Pajura
- Pipera
- Primăverii
- Romană
- Victoriei

## Politica
Il sindaco del settore è Clotilde Armand dell'Unione Salvate la Romania. Il Consiglio locale del Settore 1 è composto da 27 consiglieri, con la seguente composizione in base ai partiti politici, dopo le elezioni locali del 2020:
| Partito | Partito                              | Seggi | Consiglio attuale | Consiglio attuale | Consiglio attuale | Consiglio attuale | Consiglio attuale | Consiglio attuale | Consiglio attuale | Consiglio attuale | Consiglio attuale | Consiglio attuale |
| ------- | ------------------------------------ | ----- | ----------------- | ----------------- | ----------------- | ----------------- | ----------------- | ----------------- | ----------------- | ----------------- | ----------------- | ----------------- |
|         | Unione Salvate la Romania (USR)      | 9     |                   |                   |                   |                   |                   |                   |                   |                   |                   |                   |
|         | Partito Social Democratico (PSD)     | 9     |                   |                   |                   |                   |                   |                   |                   |                   |                   |                   |
|         | Partito Nazionale Liberale (PNL)     | 6     |                   |                   |                   |                   |                   |                   |                   |                   |                   |                   |
|         | Partito del Movimento Popolare (PMP) | 3     |                   |                   |                   |                   |                   |                   |                   |                   |                   |                   |

### Sindaci
| Sindaco         | Partito | Partito  | Mandato                                   |
| --------------- | ------- | -------- | ----------------------------------------- |
| Flor Pomponiu   |         | PNL      | 23 febbraio 1992 – 16 giugno 1996         |
| George Pădure   |         | Ind.     | 16 giugno 1996 – 18 giugno 2000           |
| Vasile Gherasim |         | PSD      | 18 giugno 2000 – 20 giugno 2004           |
| Andrej Chiliman |         | PNL      | 20 giugno 2004 – 25 giugno 2015 (sospeso) |
| Dan Tudorache   |         | PSD      | 5 giugno 2016 – 27 settembre 2020         |
| Clotilde Armand |         | USR PLUS | 28 settembre 2020 – in carica             |